# Berencs
Berencs (szlovákul Branč) község Szlovákiában, a Nyitrai kerületben, a Nyitrai járásban. Nyitranagyfalu tartozik hozzá.

## Fekvése
Nyitrától 12 km-re délkeletre, a Kis-Nyitra jobb partján. Határában feküdt a középkorban Megered, ma Nyitraivánka-Gergelyfalva.

## Története
Területén a kőkorszaktól fogva laktak emberek, erről az előkerült kőkori, bronzkori, római és kvád régészeti leletek (kerámia), valamint a Nagymorva Birodalom korából származó leletek tanúskodnak. Az 1. és a 4. század közötti időszakban kvád település volt a falu területén. 1976-ban Árkusban 2 valószínűleg 9-10. századi sírt (vonalköteg díszítésű kerámiatöredék alapján) tártak fel a gázvezeték nyomvonalában. Mindkét sírban lómaradványok is előkerültek.
A vidék egyik legősibb települése, 1156-ban Brencu néven említik először. Neve az ótörök Birinc, vagy a Berény személynévből ered. A 12. században már királyi birtok volt. Várát 1241-ben említik először, a 15. századig állt. 1272-ben birtokfelosztás történt a településen. 1301-ben említenek egy helyi nemesek közti adásvételt. 1311-ben a Nyitrai káptalan átír egy 1247-es privilégiumot Moys fia Moys részére. 1300-ban Berench alakban szerepel. 1326-ban István berench-i rector, nyitrai alesperes, az esztergomi káptalan küldötte. 1342-ben Magyar István gímesi alvárnagynak Bogár fia Márton fia ifjabb Gergely örökre elzálogosítja berencsi szőlőjét, majd részére a nyitrai káptalan árírja az 1339-es és 1342-es berencsi szőlőkre vonatkozó okleveleket. 1360-ban berencsiek pereskednek. 1366-ban ismét birtokjogi perben szerepel. 1373-ban Berencsi Miklós fia János tiltakozik az ellen hogy egyik jobbágyát elfogták, a többit pedig Komjáton megverték.
1429-ben berencsi személyek szerepelnek tanúként. 1435-ben az esztergomi érsek Cétény és Kér birtokait Árkos, Berencs, Nagyberencs és Kisberencs felől meghatárolta.
Egy 16. század végi urbáriumban Berrenche alakban szerepel.
1631-ben a Cétény vize erősen megáradt, ezért a katonaság Nagykérről áttette szállását máshova, például Berencsre, Köpösdre és Mocsonokra.
A község a 17.–18. században indult gyors fejlődésnek, amikor kedvező fekvése miatt városi kiváltságokat kapott.
Fényes Elek szerint "Berencs, m. v., Nyitra vgyében, a Nyitra jobb partján, Nyitrától délre 2 órányira: 713 kath. lakos, kath. paroch. templom. Határa első osztálybeli, s igen termékeny; rétei kétszer kaszálhatók; erdeje s szőlőhegye elég; jövedelmes vizimalom a Nyitra vizén. F. u. a nyitrai káptalan."
Az első világháború alatt 1916-ban ide is érkeztek erdélyi menekültek. A trianoni békeszerződésig Nyitra vármegye Nyitrai járásához tartozott.
1936. május 30-án nagy jégeső károsította meg Nyitrát, valamint Alsó- és Felsőköröskény, Berencs, Cabajcsápor, Csekej, Nagyemőke, Nagycétény, Nyitracsehi, Nyitraegerszeg, Salgó, Tormos, Ürmény, Üzbég, Vicsáp és Apáti, illetve Zobordarázs falvakat. 1938-ban az első bécsi döntés után Magyarország ki akarta cserélni a falut Csehszlovákiával, de ez nem sikerült.

## Népessége
| Év:            | 1994. | 2004.   | 2014.   | 2024.   |
| -------------- | ----- | ------- | ------- | ------- |
| Emberek száma: | 2007  | 2065    | 2202    | 2169    |
| Eltérés:       |       | +2,88 % | +6,63 % | -1,49 % |

| Év:            | 2023. | 2024.   |
| -------------- | ----- | ------- |
| Emberek száma: | 2172  | 2169    |
| Eltérés:       |       | -0,13 % |

1880-ban 589 lakosából 530 volt magyar, 34 szlovák, 6 német, 2 más anyanyelvű és 17 csecsemő; ebből 573 római katolikus, 1-1 pravoszláv és evangélikus, továbbá 14 zsidó vallású volt. Nyitranagyfalu 417 lakosából 379 volt magyar, 20 szlovák, 4 német anyanyelvű és 14 csecsemő; közülük 403 római katolikus, 13 zsidó és 1 evangélikus vallású.
1890-ben Berencs 728 lakosából 677 volt magyar, 38 szlovák és 13 német. Nyitranagyfalu 467 lakosából 434 magyar, 27 szlovák és 6 német volt.
1900-ban 826 lakosából 763 magyar, 57 szlovák, 5 német és 1 egyéb nemzetiségű. Nyitranagyfalu 513 lakosából 482 magyar, 29 szlovák és 2 német.
1910-ben 910 lakosából 864 magyar, 45 szlovák és 1 német volt. Nyitranagyfalu 567 lakosából 527 magyar, 28 szlovák és 12 német.
1919-ben 987 lakosából 928 magyar, 55 csehszlovák és 4 német volt; ebből 978 római katolikus, 7 zsidó, 2 evangélikus vallású. Nyitranagyfalu 622 lakosából 580 magyar, 32 csehszlovák és 5-5 német illetve más nemzetiségű.
1921-ben Berencsnek 991, Nyitranagyfalunak 625 lakosa volt. Ebből 1284 magyar és 317 csehszlovák volt.
1925-ben Nyitranagyfalut Berencshez csatolták.
1930-ban a falut 1659-en lakták, ebből 1323 magyar és 328 csehszlovák volt.
1940-ben 1867 a lakosok száma.
1948-ban 1961 lakosa volt.
1961-ben 2298-an lakták.
1970-ben 2369 lakosából 1406 szlovák és 954 magyar volt.
1980-ban 2263 lakosából 1667 szlovák és 577 magyar volt.
1990-ben 1999-en lakták.
1991-ben 1993 lakosából 1219 szlovák és 756 magyar volt.
2001-ben 2015 lakosából 1382 szlovák és 619 magyar volt.
2011-ben 2174 lakosából 1622 szlovák, 447 magyar, 16 cigány, 10 cseh, 2-2 ukrán és német, 1 lengyel, valamint 74 ismeretlen nemzetiségű.
2021-ben 2168 lakosából 299 (+88) magyar, 1803 (+35) szlovák, 7 (+36) cigány, 17 (+2) egyéb és 42 ismeretlen nemzetiségű volt.

## Neves személyek
- Itt született 1841-ben Sullay István teológus.
- A nyitranagyfalui iskolában tanított Hevessy Sári tanítónő, költő, pedagógiai szakíró.
- Itt él Pintér Beáta (1979) történész, énekkar-vezető.
- Itt szolgált Beznák Mihály (1702-1774) választott püspök.

## Nevezetességei

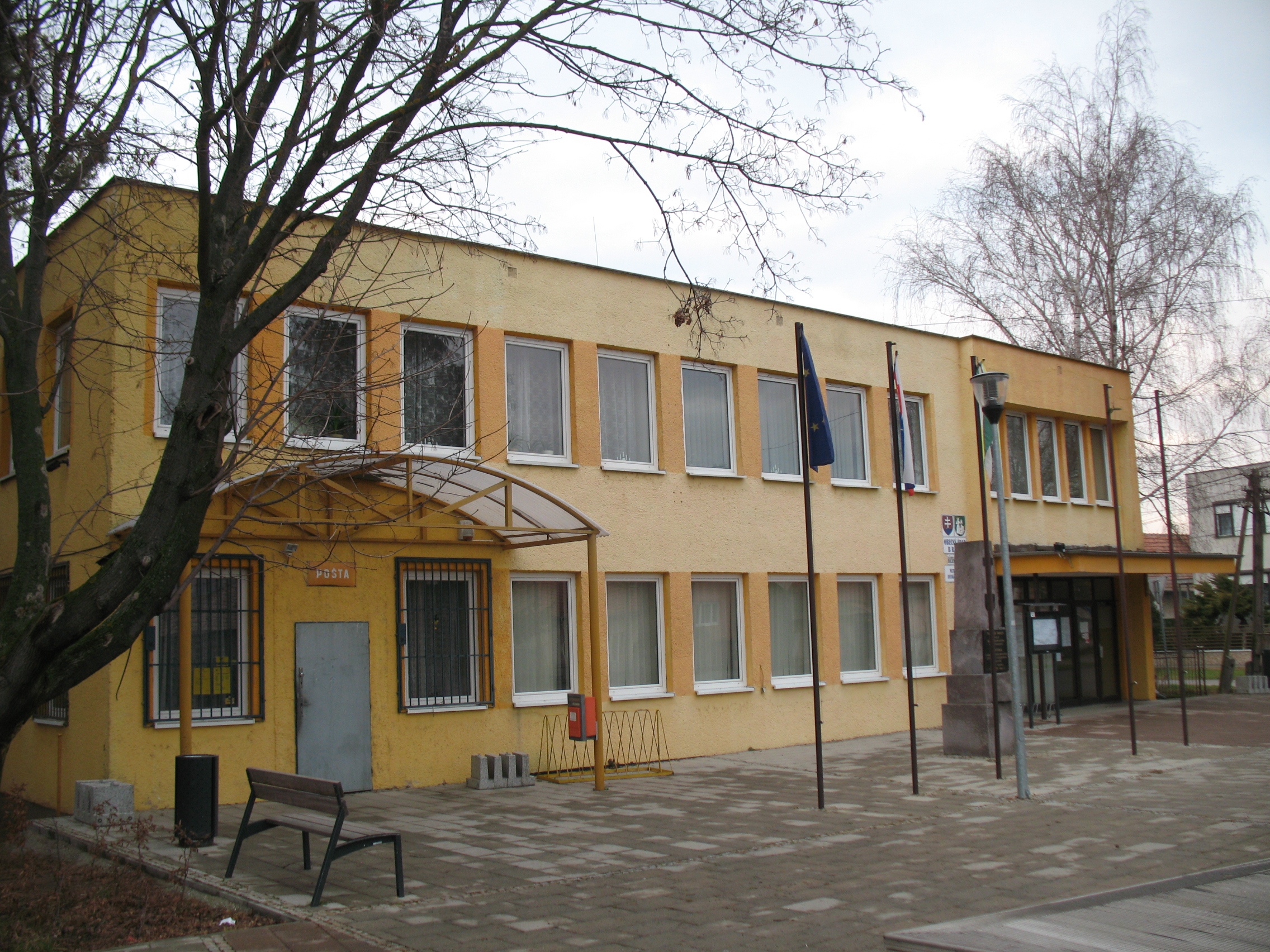
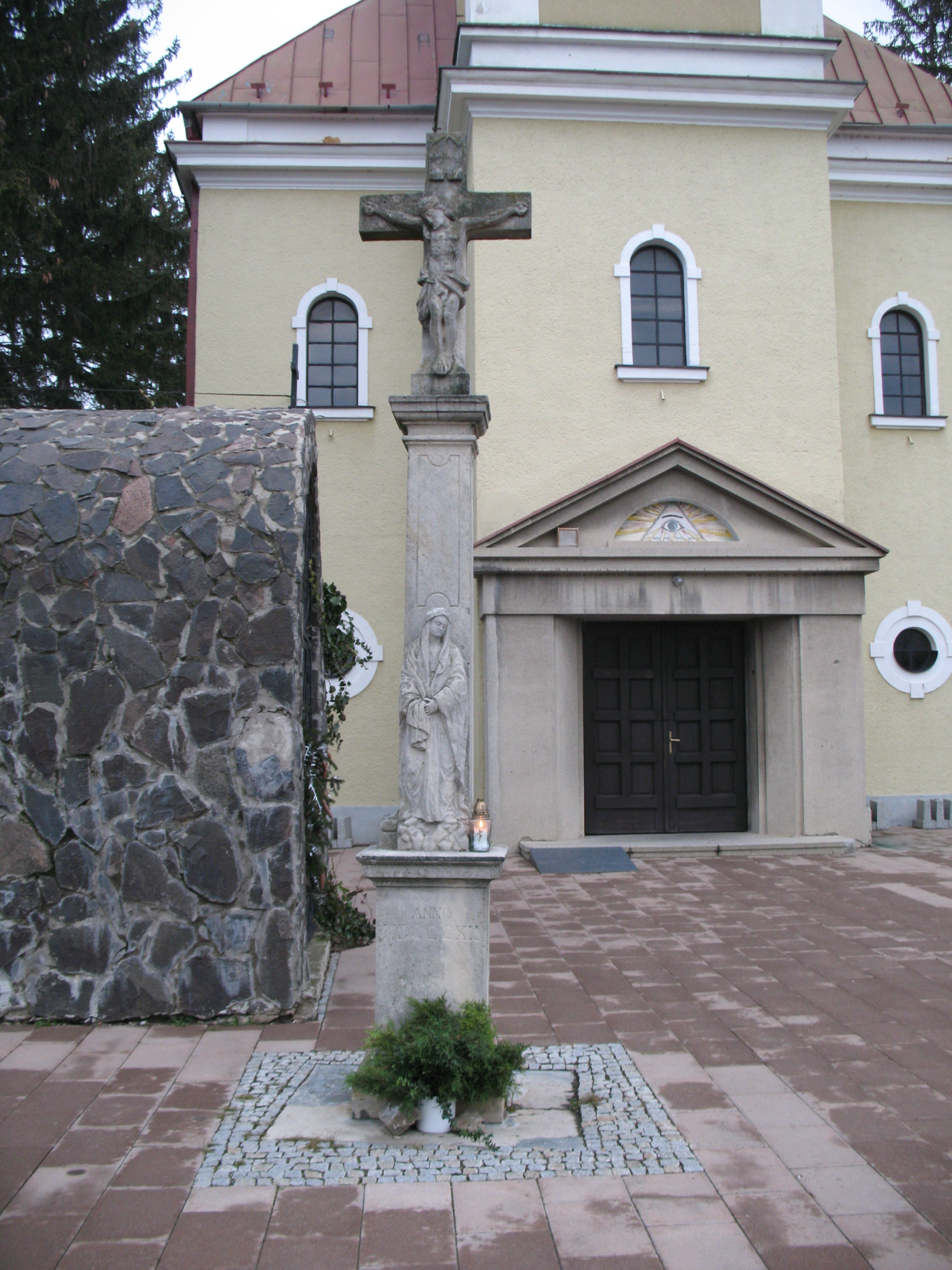
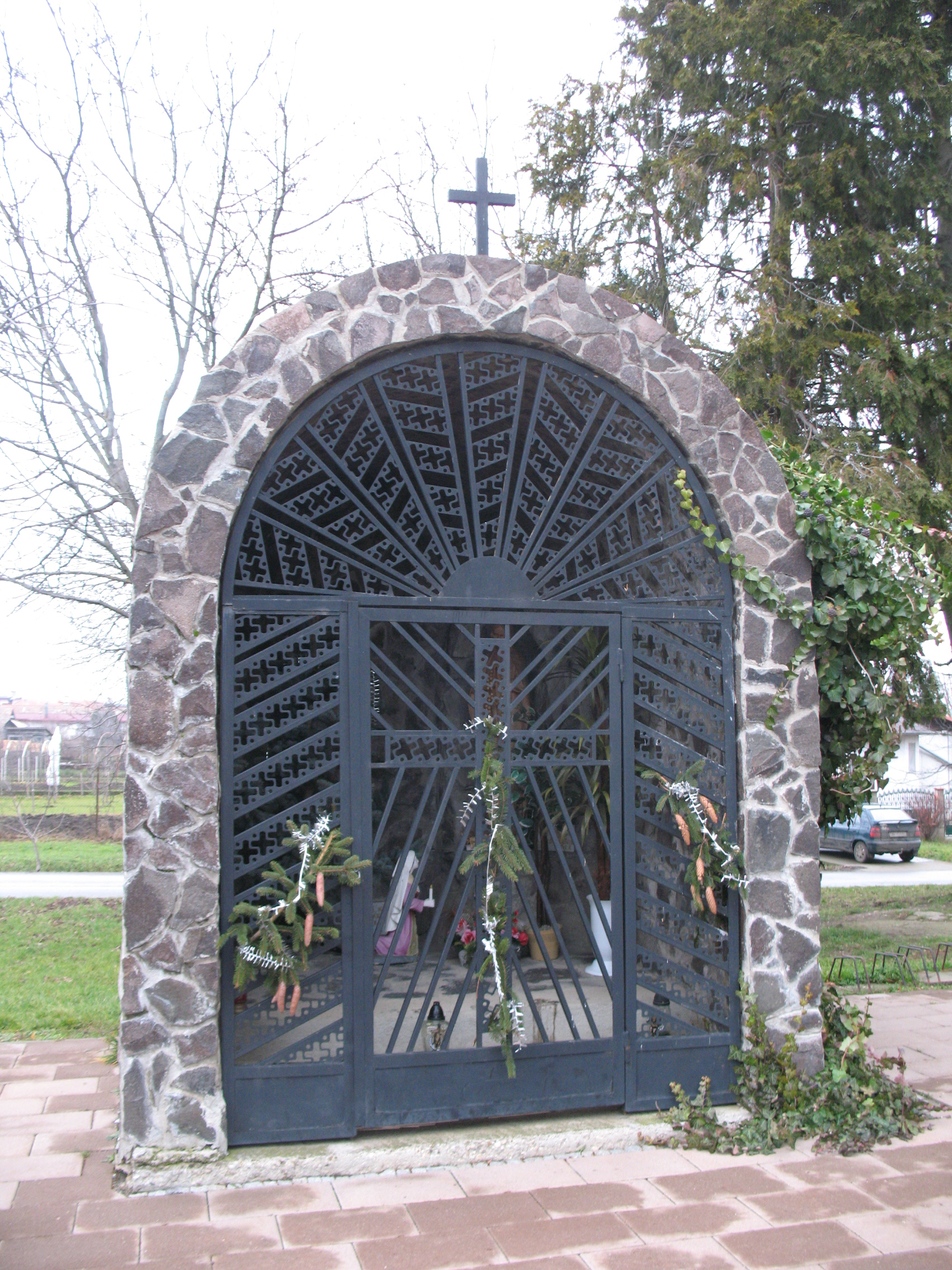
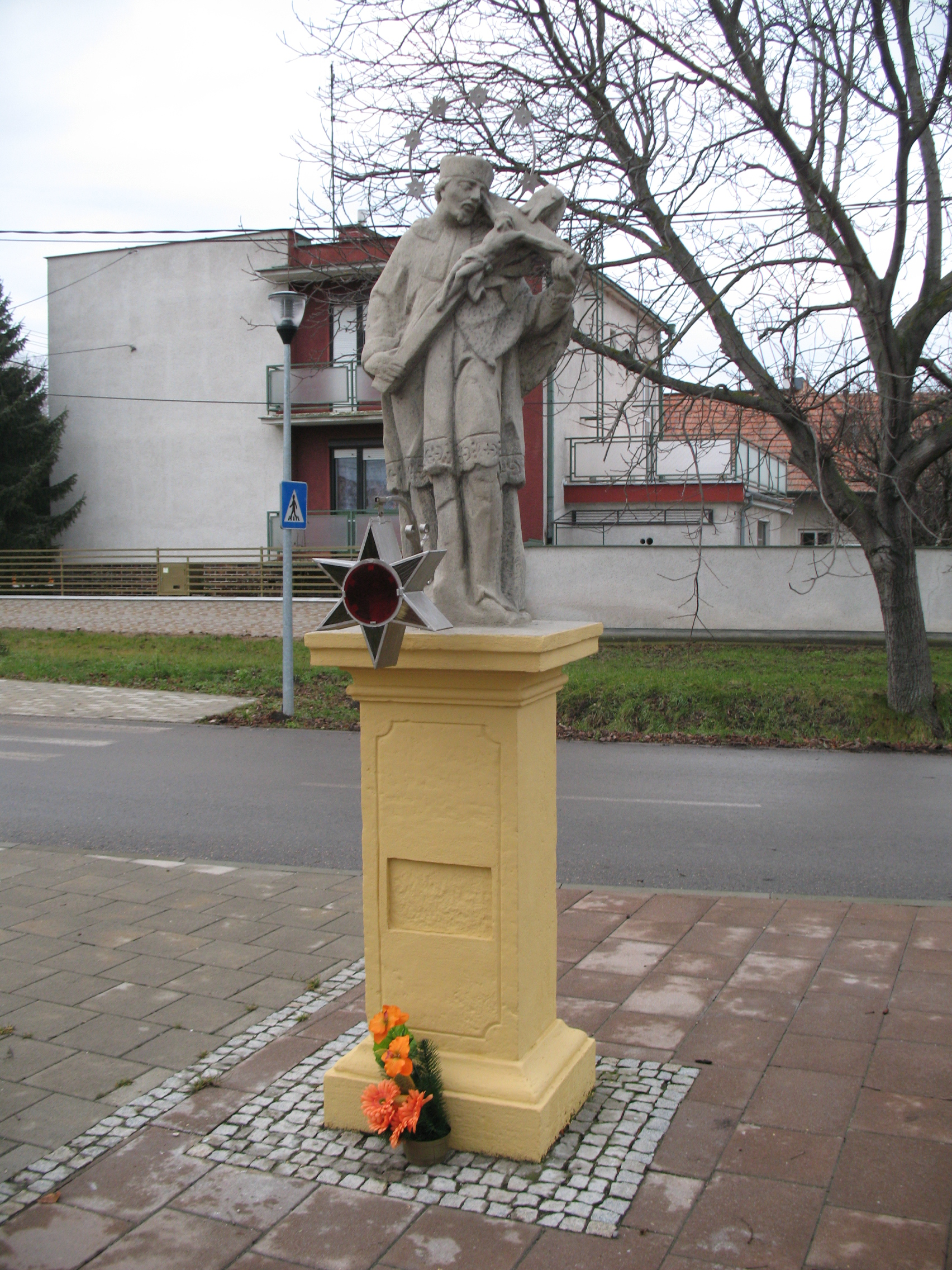
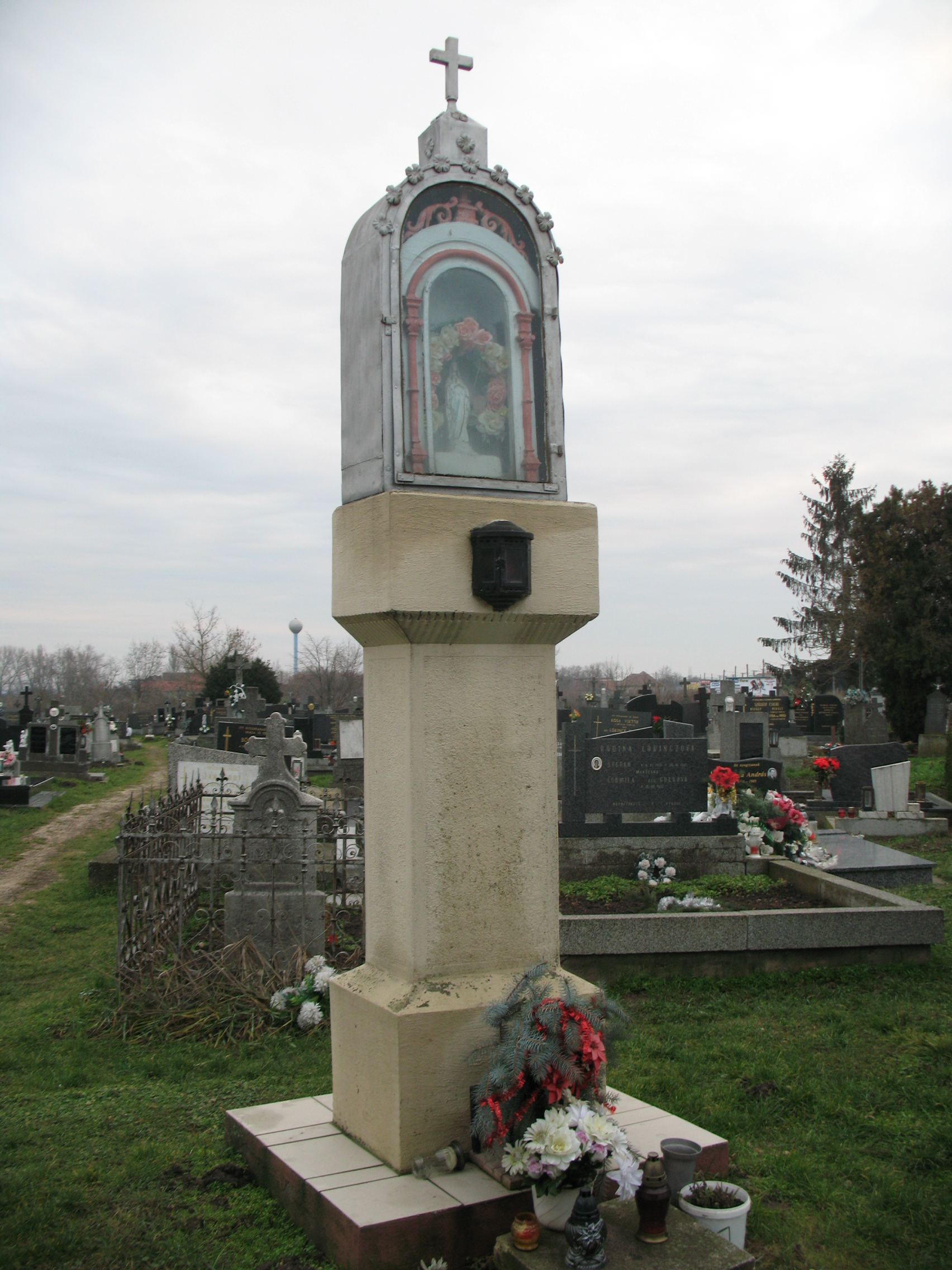
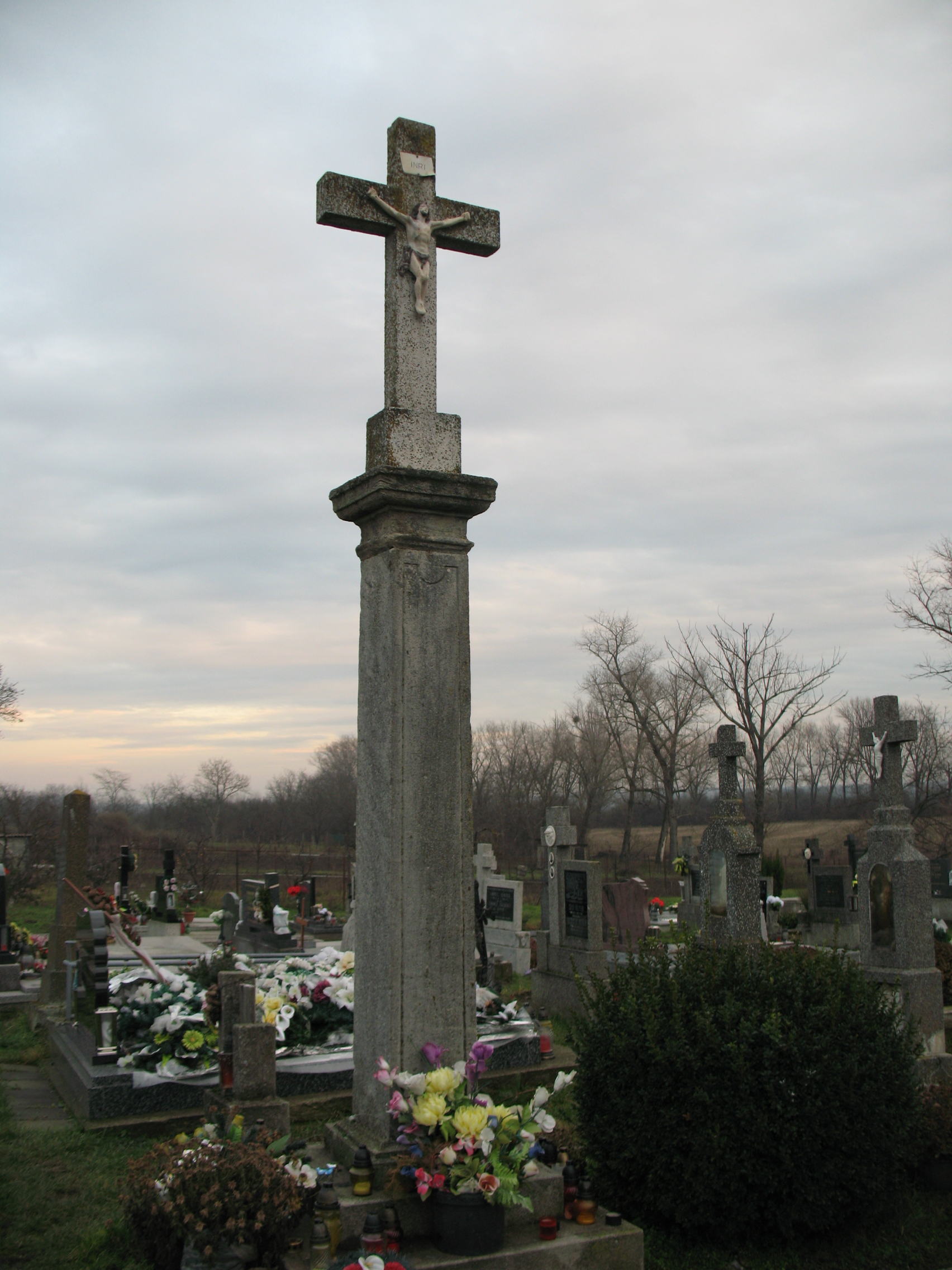
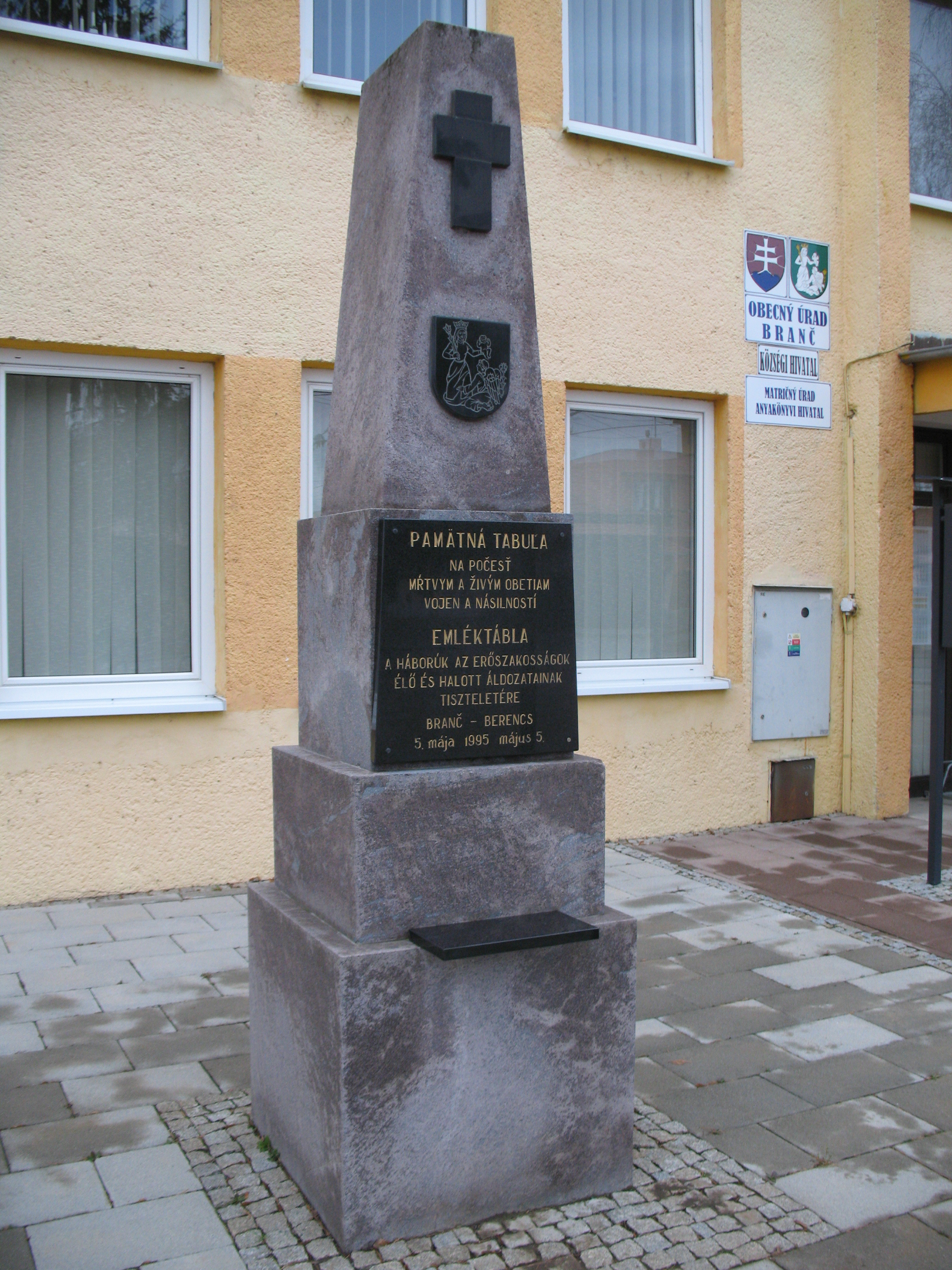
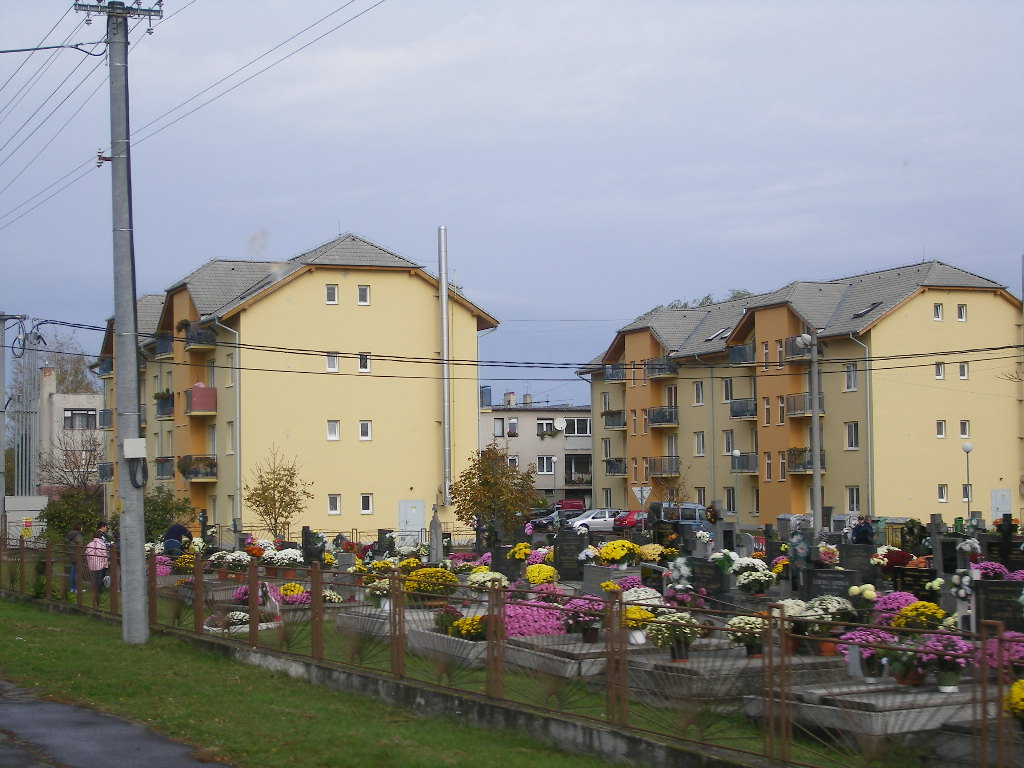

- Szűz Mária tiszteletére szentelt római katolikus temploma a 14. században épült gótikus stílusban. A 18. században barokk stílusban építették át.
- A falutól északra, a Nyitra partján 13. századi erődítmény, Árkus várának maradványai tekinthetőek meg.
- A falu legmagasabb részén, a szőlőhegyen Szent Cirill és Metód 1943-ban felavatott szobra látható.
- A szőlőhegyen Szent Orbán szobor áll.
- Nyitranagyfalui részén motorkerékpár múzeum található.